# Ante Blašković
Ante (Tonči) Blašković, (Split, 9. prosinca 1914. – Pula, 29. prosinca 1992.), hrvatski športski djelatnik i gospodarstvenik. Sudionik NOB.

## Životopis
Rođen u Splitu. Gradu Puli pridonio na dvama poljima: gospodarstvu i športu. 
U gospodarstvu pridonio osnivanjem poduzeća Elektromehanike i Tehnomonta.
U športu je pridonio na više razina, kao športaš, trener, osnivač društava, športski pedagog i dužnosnik. Nakon drugoga svjetskog rata pokrenuo je nogometne aktivnosti u Puli. Diljem cijele Istre ostavio je traga prinosom izgradnji športske infrastrukture. Bavio se nogometom i atletikom. Kao trener trenirao je nekoliko pulskih klubova. Djelovao je i kao športski pedagog, radom s mladim igračima. Godine 1960. osniva prvu nogometnu školu u Istri. Suosnivač je nekoliko muških nogometnih klubova (Uljanik, Pula, Tehnomonta, Banjole) i jednoga, prvoga ženskoga nogometnoga kluba Istra iz Pule.

## Priznanja i nagrade
- Partizanska spomenica 1941.[1][2]
- Trofej Saveza za fizičku kulturu Hrvatske 1985. godine za djelatnost u športu[1][2] (Trofej podmlatka HNS-a 1985.)